# 23 de enero
El 23 de enero es el 23.ᵉʳ (vigesimotercer o vigésimo tercer) día del año en el calendario gregoriano. Quedan 342 días para finalizar el año y 343 en años bisiestos.

## Acontecimientos
- 1556: en Shaanxi (China) se produce un violento terremoto, que se estima en una magnitud de 8 en la escala de Richter. Mueren aproximadamente 830 000 personas. (Ver Terremoto de Shaanxi).
- 1641: Luis XIII de Francia es proclamado conde de Barcelona por el Consejo de Ciento en protección ante Castilla por la Guerra de los Segadores.
- 1643: el rey Felipe IV de España, destierra al Conde duque de Olivares a Loeches.
- 1656: Blaise Pascal comienza a escribir sus Cartas provinciales en defensa del jansenista Antoine Arnauld.
- 1677: Carlos II de España y la reina madre nombran primer ministro a Juan José de Austria.
- 1731: se firma un nuevo Tratado de Viena, por el que Austria, Inglaterra y España se alían para lograr que Carlos III de España obtenga la sucesión al trono de Nápoles y Sicilia.
- 1765: primera invasión inglesa de Malvinas. Se produjo este día el arribo a las islas del comodoro John Byron, quien tomó posesión de ellas en nombre de la Corona Británica.[1]
- 1799: los republicanos franceses denominan República Partenopea al antiguo reino de Nápoles.
- 1810: en España, los franceses avanzan fácilmente por Andalucía y se apoderan de Jaén y Córdoba.
- 1812: en Nuevo Madrid (Misuri), a las 15:00 se registra un terremoto de magnitud 7,8 en la escala sismológica de Richter, magnitud MI (según Johnston, 1996).
- 1822: en España se promulga la Ley de Beneficencia.
- 1826: en Perú finaliza el sitio del Callao la última plaza española de América continental.
- 1826: en Bolivia se crea la provincia de Vallegrande.
- 1855: el Gobierno de España anuncia a las Cortes la ruptura de relaciones con la Santa Sede.
- 1855: en Wairarapa, en la esquina sureste de la Isla Norte (Nueva Zelanda), a las 21:11 (hora local) sucede un terremoto de magnitud 8,0 en la escala sismológica de Richter; deja un saldo de varios muertos.
- 1878: en Madrid, el rey Alfonso XII contrae matrimonio con la infanta María de las Mercedes de Orleans.

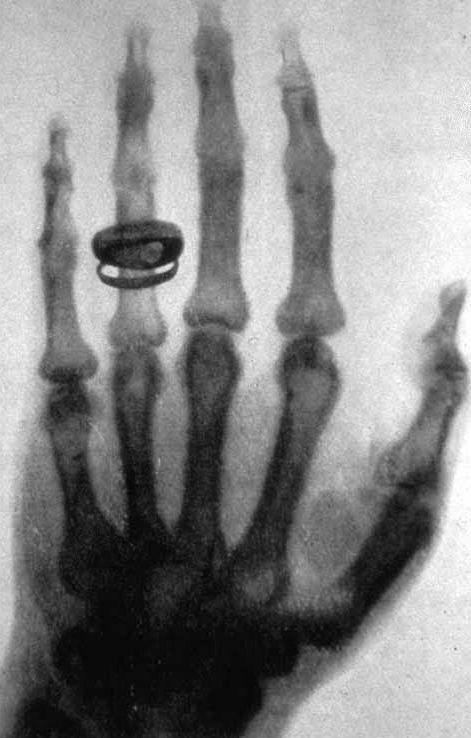
Radiografía tomada por Wilhelm Röntgen en 1896

- 1902: en el monte Hakkoda (en el norte de Honshu, Japón), durante una tormenta de nieve mueren 199 soldados en un ejercicio de entrenamiento militar.
- 1902: en Vigo (España), la explosión de una caldera del cañonero Cóndor causa dos muertos y cinco heridos.
- 1903: el presidente estadounidense Theodore Roosevelt presenta en el Senado el Tratado Herrán-Hay firmado con Colombia.
- 1910: en la provincia iraní de Luristán, un terremoto causa la muerte a más de 5000 personas.
- 1910: comienza la inundación de la ciudad de París (Francia). Desde finales de diciembre de 1909 las precipitaciones, muchas de ellas en forma de nieve, habían sido muy superiores a lo normal en toda la cuenca del Sena, llegando a 160 mm en algunos puntos. Se inundarán 500 hectáreas tan solo en la capital francesa, afectando a 150 000 personas y anegando zonas como Notre Dame, los Campos Elíseos y la torre Eiffel. En el puente de Austerlitz el agua alcanza una altura de 8,62 m. Fue la segunda crecida más fuerte, tras la del 27 de febrero de 1658 (8,96 m).
- 1912: Convención Internacional del Opio es firmada.
- 1918: en Francia, con motivo de las restricciones alimentarias comienza a funcionar la cartilla de pan, que solo da derecho a 300 gramos diarios por persona.
- 1918: el papa Benedicto XV beatifica a Nuno Álvares Pereira.
- 1919: en Argentina terminó de construirse Les Éclaireurs, el "falso" faro del Fin del Mundo, erigida en la parte superior de un grupo de islotes a 9 kilómetros de la Bahía de Ushuaia como una torre de ladrillos de 11,5 metros de altura y 3 de diámetro, que sigue siendo una de las principales postales y sitio de mayor atracción de los visitantes de la capital de Tierra del Fuego.[2]
- 1920: el Gobierno neerlandés se niega a conceder la extradición del exemperador alemán Guillermo II, alegando que no figuraba entre los firmantes del Tratado de Versalles.
- 1920: en Barcelona se estrena la obra La de San Quintín, de Benito Pérez Galdós.
- 1921: en Vitoria se cambia "Sport Friends" por el de Deportivo Alavés y aquí nace el club.
- 1921: se funda el centro turístico Villa Epecuén, a 7 km de la ciudad de Carhué sobre el Lago Epecuén, República Argentina. La localidad bonaerense, hoy en ruinas, se inunda un 10 de noviembre de 1985.
- 1922: en Toronto, Leonard Thompson es el primer enfermo de diabetes que recibe insulina como tratamiento.
- 1928: Rusia y Japón firman un acuerdo pesquero que garantiza al país nipón la pesca en aguas rusas del océano Pacífico.
- 1931: España y Portugal firman un acuerdo que abole los pasaportes entre ambos países.
- 1932: en España el Gobierno disuelve la Compañía de Jesús, y expropia sus bienes.
- 1933: en Moscú, una declaración del jefe de Gobierno Molotov subraya la voluntad de paz de la Unión Soviética.
- 1935: Japón y Manchuria firman un tratado sobre la venta a esta última del ferrocarril chino oriental.
- 1937: en España, los seguidores del alzamiento militar fusilan a 19 personas asociadas a la CNT (Confederación Nacional del Trabajo).

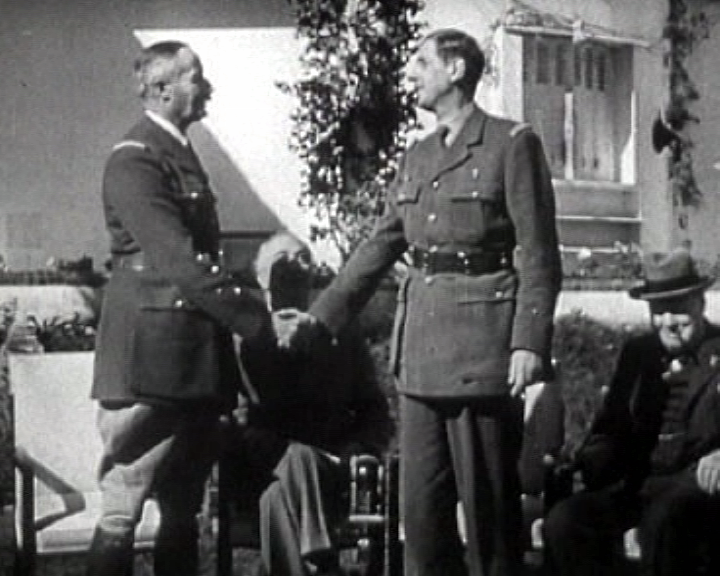
Los líderes franceses Henri Giraud y Charles de Gaulle junto a Roosevelt y Churchill en la Conferencia de Casablanca.

- 1943: en la Conferencia de Casablanca, Winston Churchill y Franklin Delano Roosevelt adoptan el principio de «rendición incondicional» y una serie de acciones militares para evitar un futuro resurgimiento militar alemán.
- 1943: en Libia, unidades británicas ocupan Trípoli.
- 1948: en Washington D. C. (Estados Unidos), Dwight D. Eisenhower se niega a presentarse como candidato a las elecciones presidenciales.
- 1949: los conservadores japoneses consiguen una mayoría parlamentaria absoluta.
- 1950: Jerusalén es declarada capital de Israel por el Parlamento Israelí.
- 1952: en Barcelona (España) se restablece el cuerpo de Mozos de Escuadra de la Diputación Provincial de Barcelona.
- 1954: el escritor estadounidense Ernest Hemingway sobrevive a dos accidentes de aviación, ocurridos en dos días consecutivos.
- 1956: el presidente del consejo de ministros soviético Nikolái Bulganin propone un tratado de amistad, en una carta dirigida al presidente Dwight D. Eisenhower.
- 1958: en Venezuela, después de dos días de huelga nacional, un movimiento cívico-militar derriba al presidente Marcos Pérez Jiménez y reestablece la democracia venezolana.
- 1960: en la Fosa de las Marianas, el físico suizo Jacques Piccard, hijo de Auguste Piccard, alcanza una profundidad de 10 970 m a bordo de una batisfera.
- 1961: en Venezuela, se aprueba la Constitución de Venezuela de 1961, vigesimosexta desde que se consiguió la independencia.
- 1973: en la ciudad de Heimaey (Islandia) hace erupción el volcán Edfell.
- 1975: se mide por primera vez el tamaño de un asteroide, Eros.
- 1977: se publica en Inglaterra el disco Animals del famoso grupo de rock Pink Floyd
- 1979: en la guerra del Sahara Occidental, la ofensiva del Frente Polisario causa 800 bajas en el ejército marroquí.[cita requerida]
- 1981: la sentencia de muerte pronunciada contra el jefe de la oposición surcoreana, Kim Dae-jung, es conmutada por cadena perpetua.
- 1983: el tenista sueco Björn Borg, pentacampeón de Wimbledon, explica las razones de su retirada de la alta competición.
- 1983: en Estados Unidos, la cadena NBC estrena la serie de televisión The A-team (El Equipo A o Brigada A).
- 1985: por primera vez en España, militares de los dos ejércitos combatientes en la Guerra Civil participan conjuntamente en un acto de homenaje a los soldados españoles fallecidos en contienda.
- 1986: en Nueva Delhi (India) mueren 38 personas en el incendio de un hotel de lujo.
- 1989: en Estados Unidos se autoriza el primer trasplante de genes a humanos para tratar el cáncer.
- 1989: en Argentina ocurre el asalto al Regimiento de Infantería Mecanizada de La Tablada por parte de Gorriarán Merlo y el Movimiento Todos por la Patria.
- 1994: en Colombia, ocurre la Masacre de La Chinita donde fuerzas de la FARC, asesinan a 25 civiles.
- 1995: en España, Gregorio Ordóñez, candidato por el Partido Popular a la alcaldía de San Sebastián, es asesinado por la banda terrorista ETA de un tiro en la cabeza.
- 2002: el club chileno Colo-Colo se declara en bancarrota.
- 2003: en Colima (México) se produce un temblor de 7,6 grados en la escala de Richter.
- 2006: en Moscú se descubren cámaras de vídeo camufladas como piedras. Se acusa a los diplomáticos británicos de espionaje. Reino Unido admite que las cámaras de vídeo eran suyas, pero desmiente categóricamente que sus diplomáticos sean espías.
- 2014: en las ciudades argentinas de El Rodeo y Siján (provincia de Catamarca) se produce un alud donde mueren más de 20 personas, a causa de la crecida del río Ambato.
- 2014: en Argentina sucede una ola de calor; mueren 4 personas, y la «sensación térmica» en Buenos Aires llega a los 46,7 °C, la más alta en la historia.[3]
- 2015: Klay Thompson logra el récord de puntos en un cuarto contra Sacramento Kings, como jugador de Golden State Warriors, alcanzando 37 puntos en el tercer cuarto.
- 2019: en Venezuela, Juan Guaidó se juramenta como presidente interino de Venezuela.
- 2020: en el sur de Lima, la explosión por la fuga de gas de un camión cisterna en el Distrito de Villa El Salvador deja al menos 34 muertos y 26 gravemente heridos.
- 2021: se llevó a cabo la final de la Copa Sudamericana 2020, en donde Defensa y Justicia derrotó 3-0 a Lanús y se coronó campeón. Primer título internacional y absoluto para el club argentino en su historia.

## Nacimientos

Tai Zong.

- 599: Tai Zong, emperador chino de la dinastía Tang (f. 649).
- 1350: San Vicente Ferrer, religioso dominico español (f. 1419).
- 1598: François Mansart, arquitecto francés (f. 1666).
- 1688: Ulrica Leonor de Suecia, reina sueca (f. 1741).
- 1737: John Hancock, comerciante y político estadounidense (f. 1793).
- 1744: François Rozier, botánico y agrónomo francés (f. 1793).
- 1751: Jakob Michael Reinhold Lenz, escritor alemán (f. 1792).
- 1778: Alire Raffeneau Delile, médico y botánico francés (f. 1850).
- 1782: José Francisco Bermúdez, militar y prócer de la independencia venezolano (f. 1831).

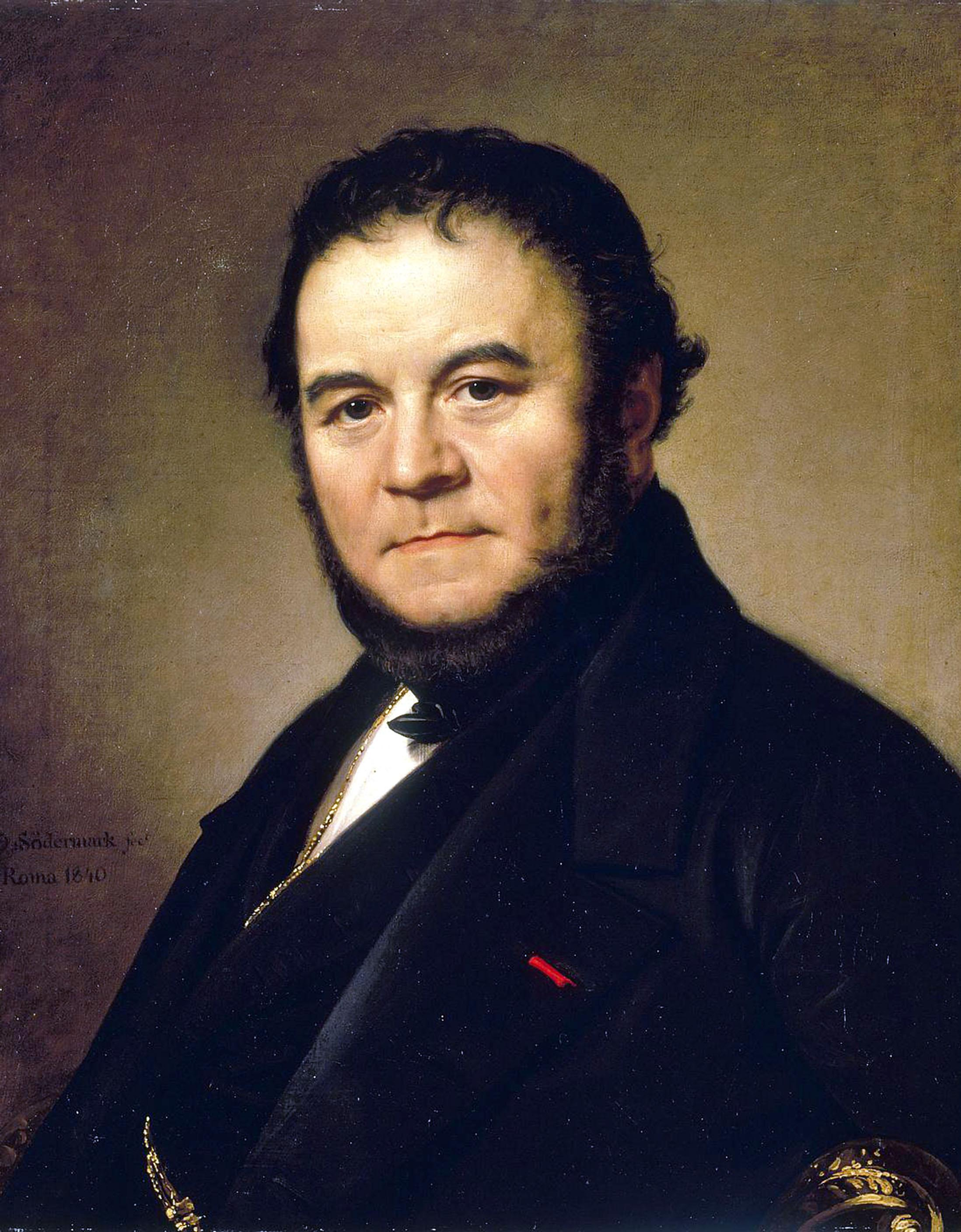
Stendhal.

- 1783: Stendhal (Henri Beyle), escritor francés (f. 1842).
- 1785: Carl Adolph Agardh, botánico sueco (f. 1859).
- 1786: Auguste de Montferrand, arquitecto franco-ruso (f. 1858).
- 1813: Camilla Collett, escritora noruega (f. 1895).
- 1820: Aleksandr Serov, compositor ruso (f. 1871).
- 1828: Saigō Takamori, militar japonés (f. 1877).

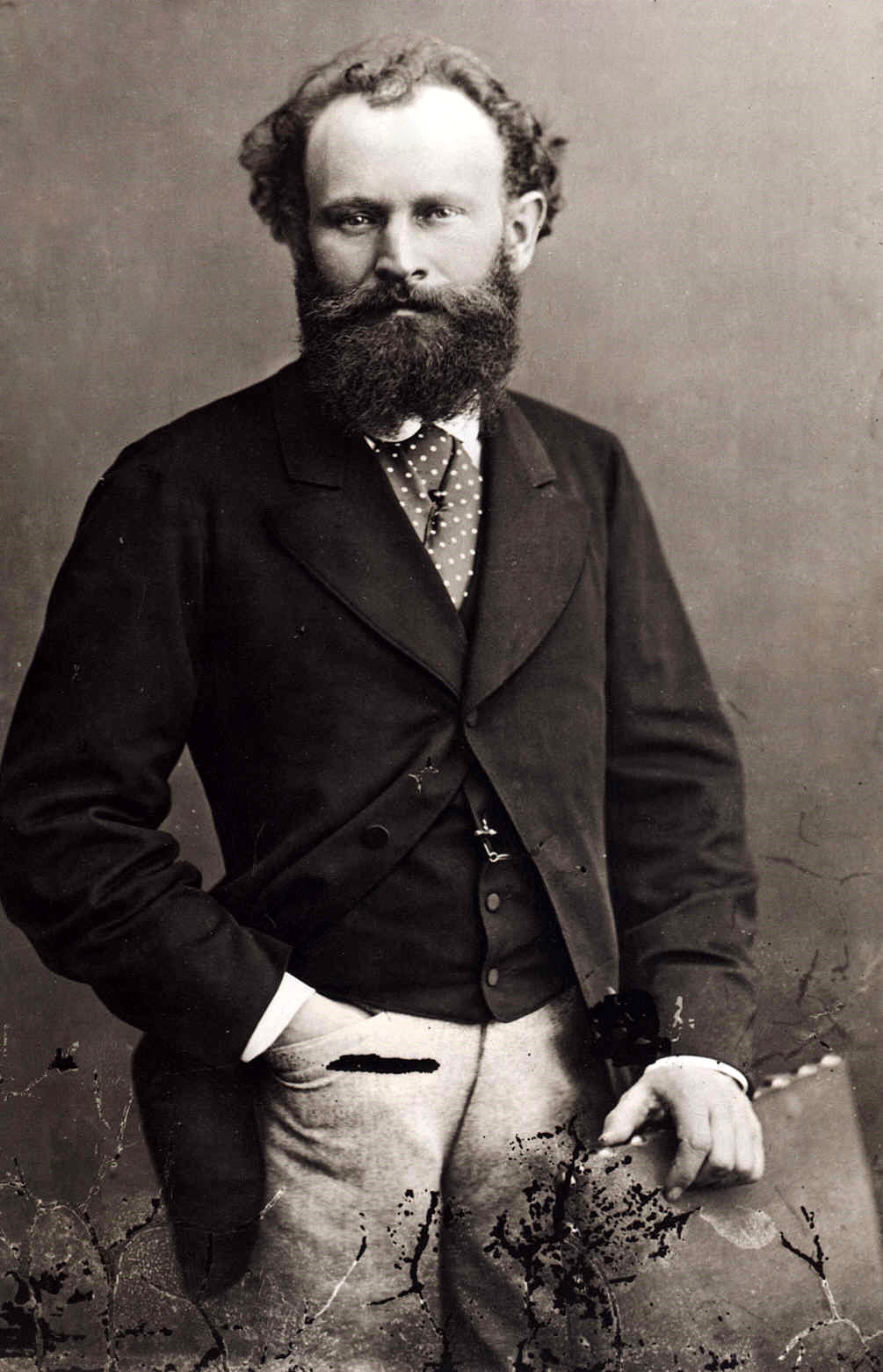
Edouard Manet.

- 1832: Edouard Manet, pintor impresionista francés (f. 1883).
- 1840: Ernst Abbe, físico alemán (f. 1905).
- 1855: John Moses Browning, inventor estadounidense (f. 1926).
- 1857: Andrija Mohorovičić, geólogo croata (f. 1936).
- 1858: Luis Revol, ingeniero y político argentino (f. 1915).
- 1862: David Hilbert, matemático y filósofo alemán (f. 1943).
- 1870: William G. Morgan, director deportivo estadounidense (f. 1942).
- 1872: Paul Langevin, físico francés (f. 1946).
- 1872: Jože Plečnik, arquitecto esloveno (f. 1957).
- 1873: Mauricio López-Roberts, escritor español (f. 1940).
- 1876: Otto Paul Hermann Diels, químico alemán, premio nobel de química en 1950 (f. 1954).
- 1877: Alfonso Martínez Rizo, anarquista español (f. 1951).
- 1878: Rutland Boughton, compositor británico (f. 1960).
- 1880: Antonio Díaz Soto y Gama, abogado, agrarista y escritor mexicano (f. 1967).
- 1884: Charles d'Alleizette, militar, explorador y botánico francés (f. 1967).
- 1888: Alfonso Peña Boeuf, ingeniero de caminos y político español (f. 1966).
- 1896: Carlota de Luxemburgo, aristócrata luxemburguesa (f. 1985).
- 1897: William Stephenson, militar canadiense (f. 1989).
- 1897: Subhas Chandra Bose, político indio (f. 1945).
- 1898: Randolph Scott, actor estadounidense (f. 1987).
- 1899: Ernst Thommen, dirigente deportivo suizo, presidente interino de la FIFA entre marzo y septiembre de 1961 (f. 1967).
- 1903: Jorge Eliécer Gaitán, político colombiano (f. 1948).
- 1905: Konstanty Ildefons Gałczyński, poeta polaco (f. 1953).
- 1907: Dan Duryea, actor estadounidense (f. 1968).
- 1907: Hideki Yukawa, físico japonés, premio nobel de física en 1949 (f. 1981).

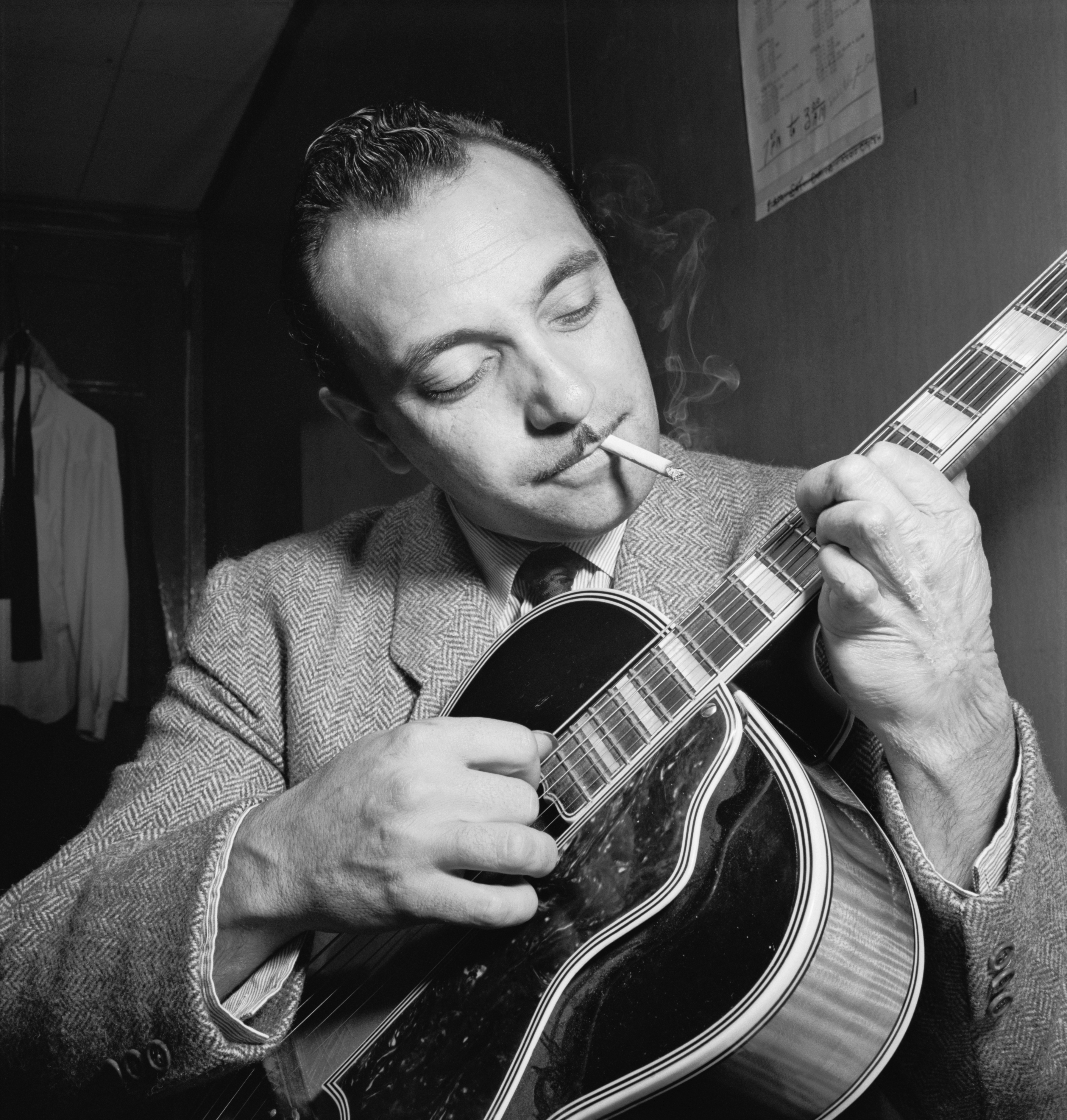
Django Reinhardt.

- 1910: Django Reinhardt, guitarrista de jazz y compositor belga (f. 1953).
- 1913: Jean-Michel Atlan, pintor francés (f. 1960).
- 1915: Arthur Lewis, economista británico (f. 1991).
- 1917: Noël Salomon, historiador francés (f. 1977).
- 1918: Gertrude Belle Elion, bioquímica y farmacóloga estadounidense, premio nobel de medicina en 1988 (f. 1999).
- 1920: Gottfried Bohm, arquitecto alemán (f. 2021).
- 1920: Rosa María Aranda, escritora española (f. 2005).
- 1921: Marija Gimbutas, arqueóloga y antropóloga lituanoestadounidense (f. 1994).
- 1924: Juan Manuel Tenuta, actor uruguayo (f. 2013).
- 1928: Chico Carrasquel, beisbolista venezolano (f. 2005).
- 1928: Jeanne Moreau, actriz francesa (f. 2017).
- 1929: John C. Polanyi, químico canadiense, premio nobel de química en 1986.
- 1930: Federico Vairo, futbolista argentino (f. 2010).
- 1930: Derek Walcott, escritor santalucense, premio nobel de literatura en 1992 (f. 2017).
- 1930: Teresa Zylis Gara, soprano polaca.
- 1931: Armand Desmet, ciclista belga (f. 2012).
- 1933: Chita Rivera, actriz, cantante y bailarina estadounidense.
- 1934: Pierre Bourgault, político canadiense (f. 2003).
- 1937: Juan Radrigán, dramaturgo chileno (f. 2016).
- 1937: Rebeca López, actriz colombiana.
- 1938: Georg Baselitz, pintor y escultor alemán.
- 1939: Roser Capdevila, escritora española.
- 1939: Sonny Chiba, actor japonés (f. 2021).
- 1943: Miguel Ángel Revilla, político español.
- 1943: Gary Burton,  músico, compositor, educador y vibrafonista de jazz.
- 1944: Rutger Hauer, actor neerlandés (f. 2019).
- 1944: Arturo Valenzuela, politólogo chileno.
- 1945: Nora Cárpena, actriz argentina.
- 1945: Gabriela Gili, actriz argentina (f. 1991).
- 1946: Arnoldo Alemán, político y presidente nicaragüense.
- 1947: Joel Douglas, productor de cine estadounidense.
- 1947: Megawati Sukarnoputri, política indonesia, presidenta de Indonesia entre 2001 y 2004.
- 1948: Raúl Díez Canseco, economista, empresario y político peruano.
- 1948: Yosi Domínguez, cantante de Los Suaves.
- 1948: Anita Pointer, cantante estadounidense, de la banda The Pointer Sisters (f. 2022).
- 1950: Richard Dean Anderson, actor estadounidense.
- 1950: Danny Federici, músico estadounidense, de la banda E Street Band (f. 2008).
- 1950: Luis Alberto Spinetta, cantante, guitarrista y compositor argentino (f. 2012).
- 1951: Chesley Sullenberger, aviador estadounidense.
- 1951: Ángela Carrasco, cantante y actriz dominicana
- 1953: Pavlo Lazarenko, político ucraniano.
- 1953: Antonio Villaraigosa, político estadounidense.
- 1953: John Luther Adams, compositor estadounidense.
- 1953: Robin Zander, músico estadounidense.

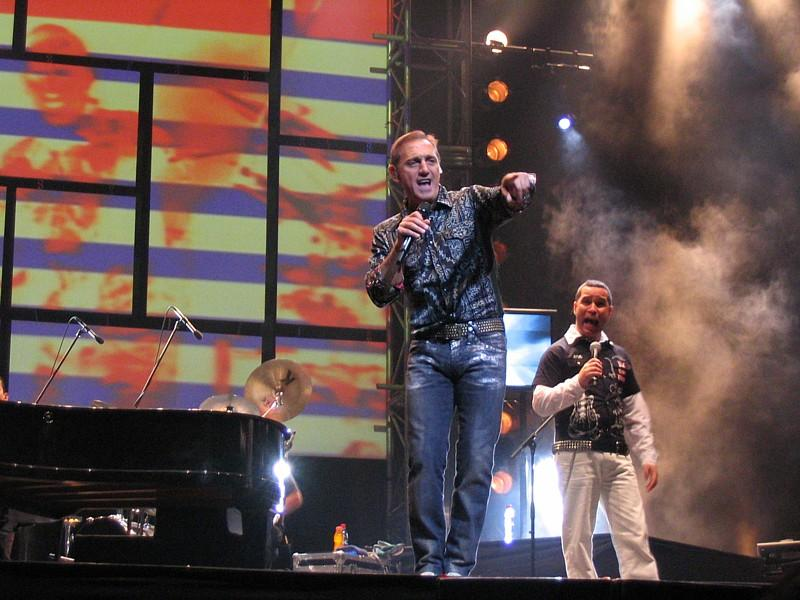
Franco De Vita.

- 1954: Franco De Vita, cantante, músico y compositor venezolano.
- 1956: Juan Vicente Herrera, político español.
- 1956: Patricia Sosa, cantante argentina.
- 1956: Diego Cañamero, sindicalista y político español.
- 1957: Carolina Grimaldi Kelly, princesa monegasca.
- 1961: Víctor Escobar, primer paciente no terminal en Latinoamérica en recibir la eutanasia (f. 2022).
- 1961: Marco Ruas, luchador profesional brasileño.
- 1962: Elvira Lindo, escritora española.
- 1962: Boris McGiver, actor estadounidense.
- 1962: Laura Ubfal, periodista argentina.
- 1962: Richard Roxburgh, actor australiano.
- 1963: Claudio Marciello, guitarrista argentino.
- 1964: Mariska Hargitay, actriz estadounidense.
- 1967: Naim Süleymanoğlu, halterófilo turco.
- 1968: Petr Korda, tenista checo.
- 1968: Yasuhiro Takato, actor de voz japonés.
- 1969: Ariadna Gil, actriz española.
- 1969: Andréi Kanchelskis, futbolista ruso.
- 1969: Valérie Tasso, escritora y sexóloga francesa.
- 1973: S. Craig Zahler, cineasta estadounidense.
- 1974: Tiffani Thiessen, actriz estadounidense.
- 1974: Sampsa Astala, músico finlandés, de la banda Lordi.
- 1974: Anne Marivin, actriz francesa.
- 1976: Haritz Garde, batería español, de la banda La Oreja de Van Gogh.
- 1976: Ingrid Grudke, modelo y conductora argentina.
- 1976: Nigel McGuinness, luchador profesional británico.
- 1977: Funky, cantante puertorriqueño.
- 1978: Philippe Giordana, músico francés (f. 2022).
- 1978: Sin Yong-nam, futbolista norcoreano.
- 1979: Larry Hughes, baloncestista estadounidense.
- 1979: Juan Rincón, beisbolista venezolano.
- 1979: Kōzō Yūki, futbolista japonés.
- 1979: Saulius Binevičius, nadador lituano.
- 1979: Saleh Al-Saqri, futbolista saudí.
- 1980: Unai Expósito, futbolista español.
- 1983: Krzysztof Łągiewka, futbolista polaco.
- 1983: Eloge Enza Yamissi, futbolista centroafricano.
- 1984: Arjen Robben, futbolista neerlandés.
- 1984: Alfredo Juan Mayordomo, futbolista español.
- 1984: Dragan Mrđa, futbolista serbio.
- 1984: Shinobu Ōno, futbolista japonesa.
- 1985: Dong Fangzhuo, futbolista chino.
- 1985: Doutzen Kroes, modelo neerlandesa.
- 1985: Donnie Klang, cantante estadounidense.
- 1986: José Enrique Sánchez Díaz, futbolista español.
- 1987: Carlos Andrade Souza, futbolista brasileño.
- 1987: Alexander Baumjohann, futbolista alemán.
- 1988: Adrián Murcia Sánchez, futbolista español.
- 1988: Diego Benítez, futbolista uruguayo.
- 1989: April Pearson, actriz británica.
- 1989: Ander Larrea, futbolista español.
- 1990: Ximo Navarro, futbolista español.
- 1990: Yung Beef, rapero, cantante, productor y modelo español.
- 1992: Karim Tarek, futbolista egipcio.
- 1992: Jack Reynor, actor estadounidense.
- 1996: Rauno Sappinen, futbolista estonio.
- 1996: Nicolas Haas, futbolista suizo.
- 1996: Jaylen Barford, baloncestista estadounidense.
- 1996: Cherif Ndiaye, futbolista senegalés.
- 1996: Glory Nathaniel, atleta nigeriana.
- 1997: Javier Núñez Mendoza, futbolista peruano.
- 1997: Martín Arenas Jara, futbolista chileno.
- 1997: Ramadan Sobhi, futbolista egipcio.
- 1997: Lacy Lennon, actriz pornográfica y modelo erótica estadounidense.
- 1997: Karol Świderski, futbolista polaco.
- 1997: Chiara Rebagliati, arquera italiana.
- 1997: Carlos Parra, cantante mexicano-estadounidense, vocalista del grupo musical Los Parras (f. 2023).

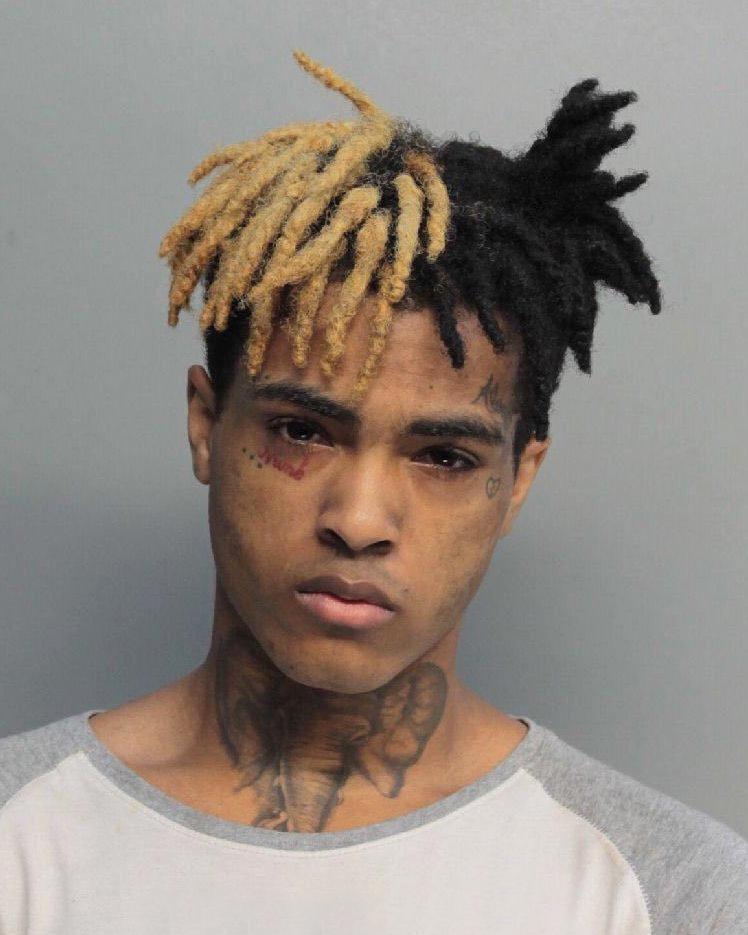
XXXTentacion.

- 1998: XXXTentacion, cantante y rapero estadounidense (f. 2018).
- 1998: Willer Ditta, futbolista colombiano.
- 1998: Wos, rapero y freestyler argentino.
- 1998: Rachel Crow, cantante y actriz estadounidense.
- 1998: Nils Eekhoff, ciclista neerlandés.
- 1998: Jordi Aláez, futbolista andorrano.
- 1998: Yevhen Cheberko, futbolista ucraniano.
- 1998: Adanech Anbesa, atleta etíope.
- 1998: Jack Robertson, remero australiano.
- 1999: Richard Holec, ciclista checo.
- 1999: Alban Lafont, futbolista franco-burkinés.
- 1999: Malang Sarr, futbolista francés.
- 1999: Mounir Chouiar, futbolista francés.
- 1999: Diogo Filipe Monteiro Pinto Leite, futbolista portugués.
- 1999: Branislav Sluka, futbolista eslovaco.
- 1999: Tymoteusz Puchacz, futbolista polaco.
- 1999: Daichi Matsuoka, futbolista japonés.
- 1999: Olena Tsyhankova, piragüista ucraniana.
- 1999: Yuki Hashioka, atleta japonés.
- 1999: Anthony Carpenter, atleta jamaicano.
- 1999: Uladzislau Bulajau, atleta bielorruso.
- 1999: Renzo Rodríguez Bacchia, futbolista uruguayo.
- 1999: Arnold Ebiketie, jugador de fútbol americano camerunés.
- 2000: Tawan Khotrsupho, futbolista tailandés.
- 2000: Kjell Scherpen, futbolista neerlandés.
- 2000: Danny Pérez, futbolista venezolano.
- 2000: Qian Tianyi, tenista china.
- 2000: Jerónimo Pourtau, futbolista argentino.
- 2000: Sokwakhana Zazini, atleta sudafricano.
- 2000: Andri Dzhelep, luchador ucraniano.
- 2000: Pablo Tomeo, futbolista español.
- 2000: Artiom Antropov, halterófilo kazajo.
- 2000: Jordan Miller, baloncestista estadounidense.
- 2000: Fanni Pigniczki, gimnasta rítmica húngara.
- 2000: Nesta Jade Silvera, jugador de fútbol americano estadounidense.
- 2000: Trey Hill, jugador de fútbol americano estadounidense.
- 2001: Paula León, futbolista española.
- 2001: Leo Kokubo, futbolista japonés.
- 2002: Joško Gvardiol, futbolista croata.
- 2002: Volodymyr Brazhko, futbolista ucraniano.
- 2002: Wang Kuan-hung, nadador taiwanés.
- 2003: Álex Oyón, futbolista español.

## Fallecimientos

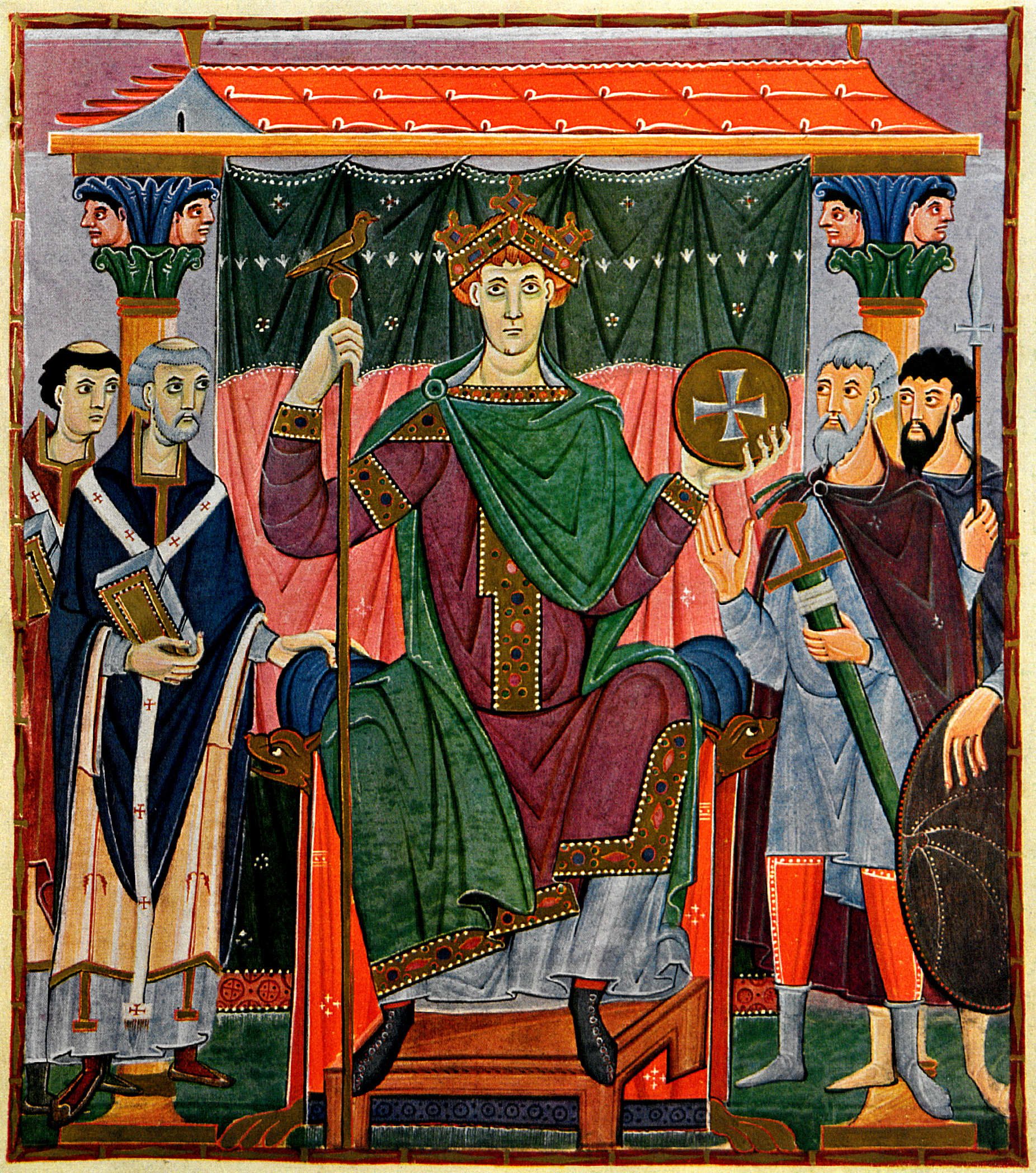
Otón III.

- 1002: Otón III, emperador romano germánico entre 996 y 1002 (n. 980).
- 1516: Fernando II de Aragón y V de Castilla, rey español (n. 1452).
- 1548: Bernardo Pisano, compositor, sacerdote italiano (n. 1490).
- 1622: William Baffin, explorador inglés (n. 1584).
- 1648: Francisco de Rojas Zorrilla, poeta y dramaturgo español (n. 1607).
- 1744: Giambattista Vico, filósofo italiano (n. 1668).
- 1792: Joshua Reynolds, pintor británico (n. 1723).
- 1805: Claude Chappe, inventor francés, pionero de las telecomunicaciones (n. 1763).
- 1806: William Pitt, político británico (n. 1759).
- 1837: John Field, compositor y pianista irlandés (n. 1782).
- 1843: Friedrich de la Motte Fouqué, escritor alemán (n. 1777).
- 1858: Luigi Lablache, cantante de ópera italiano (n. 1794).
- 1866: Juan Isern Battló y Carrera, botánico español (n. 1821).
- 1866: Thomas Love Peacock, escritor británico (n. 1785).
- 1878: Domingo Quintero, sacerdote venezolano (n. 1787).
- 1882: Karl-Maria Kertbeny, escritor húngaro, activista de los derechos de los homosexuales (n. 1824).
- 1883: Paul Gustave Doré, pintor y grabador francés (n. 1832).
- 1889: Alexandre Cabanel, pintor francés (n. 1823).
- 1889: Ignacio Domeyko, geólogo y mineralogista polaco (n. 1802).

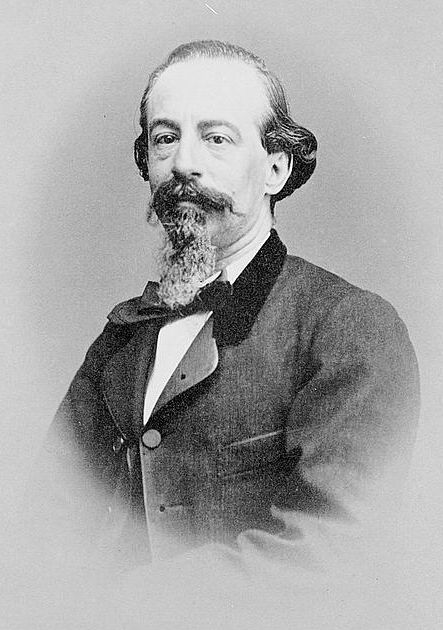
José Zorrilla.

- 1893: José Zorrilla, dramaturgo español (n. 1817).
- 1914: George W. Johnson, cantante estadounidense (n. 1846).
- 1922: Arthur Nikisch, director de orquesta húngaro (n. 1855).
- 1924: Rafael Buelna, militar mexicano (n. 1890).
- 1928: María Guerrero, actriz española (n. 1867).

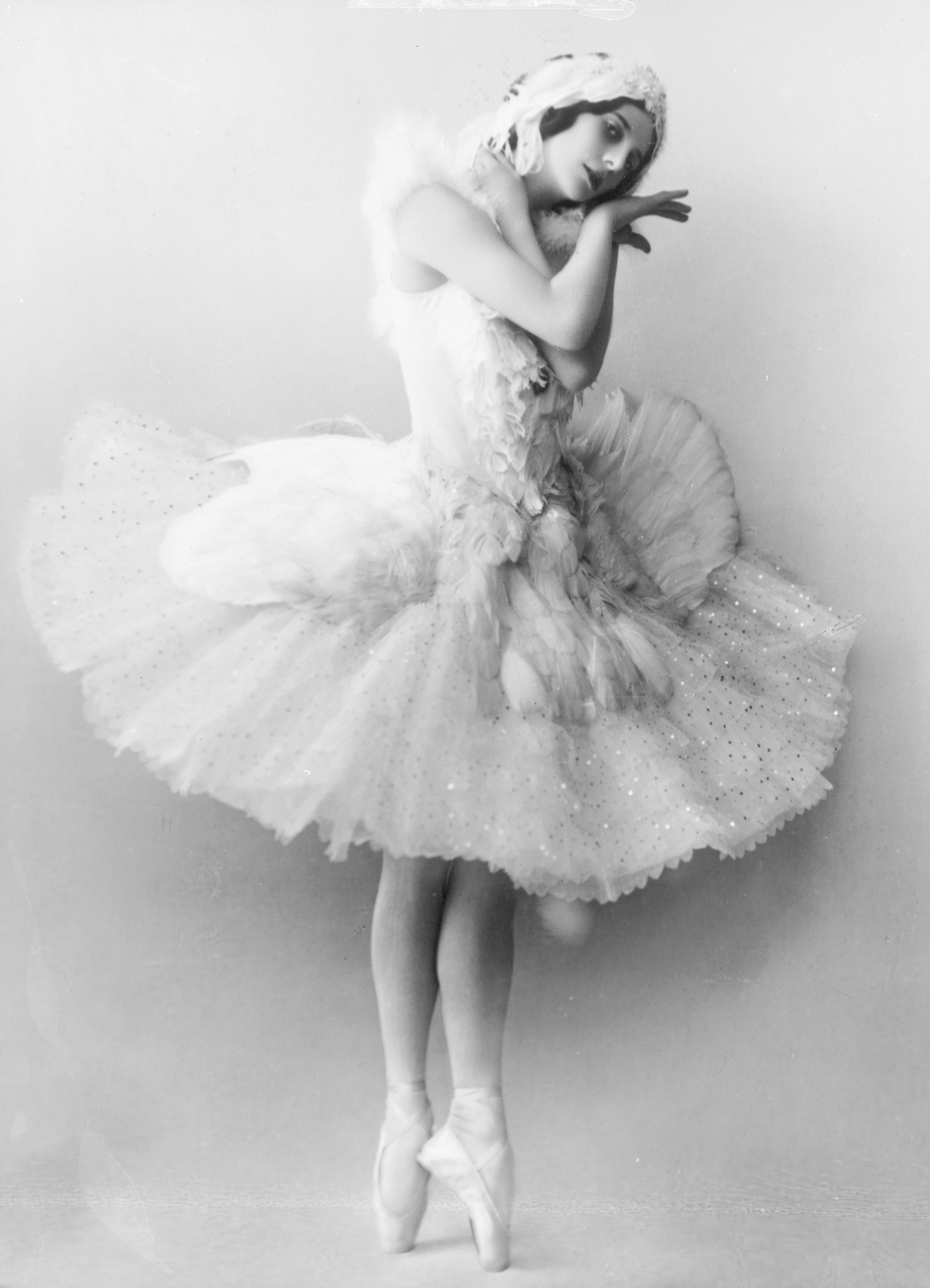
Anna Pávlova.

- 1931: Anna Pavlova, bailarina rusa (n. 1881).
- 1931: Enrique García Álvarez, dramaturgo español (n. 1873).
- 1936: Clara Butt, mezzosoprano británica (n. 1872).
- 1938: Ismael Enrique Arciniegas, escritor y político colombiano (n. 1865).
- 1938: Albertson Van Zo Post, esgrimista estadounidense (n. 1886).
- 1939: Matthias Sindelar, futbolista austriaco (n. 1903).
- 1939: Manuel Vázquez Sagastizabal, aviador franquista español (n. 1910).
- 1943: Alexander Woollcott, crítico literario estadounidense (n. 1887).

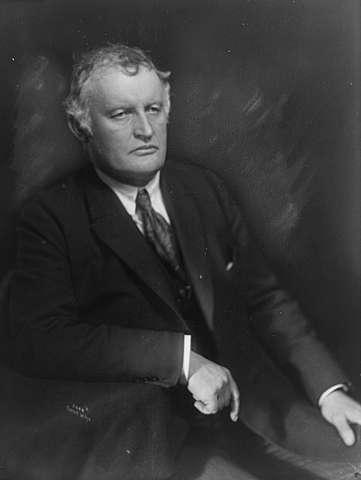
Edvard Munch.

- 1944: Edvard Munch, pintor noruego (n. 1863).
- 1947: Pierre Bonnard, pintor francés (n. 1867).
- 1956: Alexander Korda, cineasta y productor británico de origen húngaro (n. 1893).
- 1960: Rutland Boughton, compositor inglés (n. 1878)
- 1963: Pedro Escudero (médico), médico argentino (n. 1887)
- 1963: Józef Gosławski, escultor y medallista polaco (n. 1908).
- 1968: Ricardo Molina, poeta español (n. 1916).
- 1974: Saulo Torón Navarro, escritor español (n. 1885).
- 1976: Erminio Blotta, escultor argentino (n. 1892).
- 1976: Paul Robeson, actor, cantante y activista estadounidense (n. 1898).
- 1977: Óscar Hurtado, escritor cubano (n. 1919).
- 1978: Carmen Mondragón, pintora y poetisa mexicana (n. 1893).
- 1978: Jack Oakie, actor estadounidense (n. 1903).
- 1981: Samuel Barber, compositor estadounidense (n. 1910).
- 1986: Joseph Beuys, artista alemán (n. 1921).
- 1986: Yvonne Lefébure, pianista francesa (n. 1898).

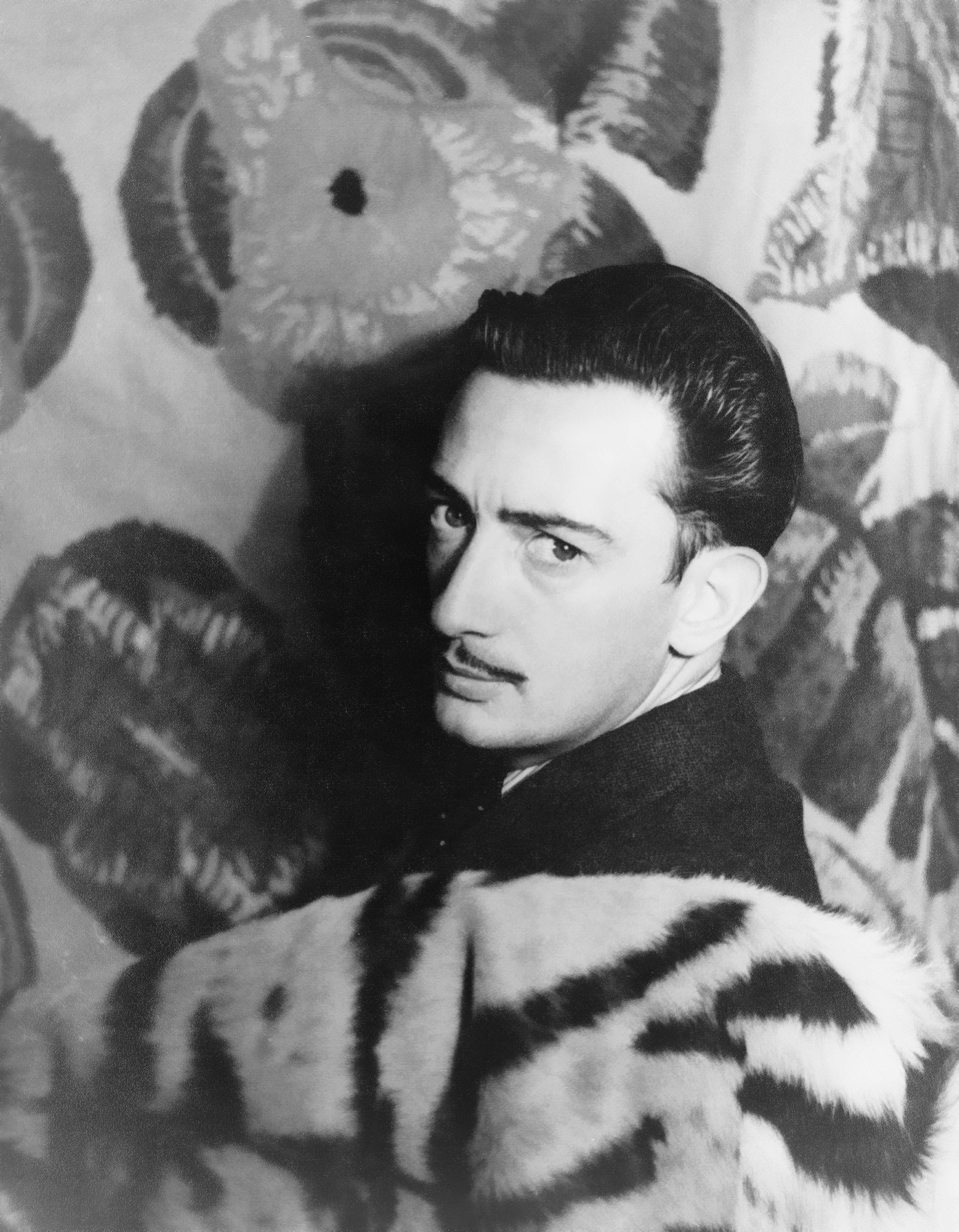
Salvador Dalí.

- 1989: Salvador Dalí, pintor español (n. 1904).
- 1990: Allen Collins, músico estadounidense, de la banda Lynyrd Skynyrd (n. 1952).
- 1991: Northrop Frye, teólogo y literario canadiense (n. 1912).
- 1993: Thomas A. Dorsey, compositor estadounidense (n. 1899).
- 1995: Ken Hill, compositor británico (n. 1937).
- 1995: Nils Tycho Norlindh, botánico sueco (n. 1906).
- 1995: Gregorio Ordóñez, político español (n. 1958).
- 1997: Richard Berry, cantante y compositor estadounidense (n. 1935).
- 1998: Alfredo Ormando, escritor y teólogo italiano (n. 1958).
- 1999: Prince Lincoln Thompson, músico jamaicano (n. 1949).
- 1999: Joe D'Amato, cineasta italiano (n. 1936).
- 2001: Curro Rivera, torero mexicano (n. 1951).
- 2001: Moy Yat, artista marcial chino (n. 1938).
- 2002: Pierre Bourdieu, sociólogo francés (n. 1930).
- 2003: Andrés Selpa, boxeador argentino (n. 1932).
- 2003: Luis Corradi, actor argentino (n. 1912).
- 2003: Rafael Mas Hernández, geógrafo español (n. 1950).
- 2004: Helmut Newton, fotógrafo alemán (n. 1920).
- 2005: Johnny Carson, actor, comediante y escritor estadounidense (n. 1925).
- 2007: Ryszard Kapuściński, escritor y periodista polaco (n. 1932).
- 2007: Leopoldo Pirelli, empresario italiano (n. 1925).
- 2008: Jaume Sorribas, actor español (n. 1948).
- 2010: Earl Wild, pianista estadounidense (n. 1915).
- 2011: Aureliano Tapia Méndez, sacerdote católico, escritor e historiador mexicano (n. 1931).
- 2011: Jack LaLanne, experto estadounidense en fitness y nutrición (n. 1914).

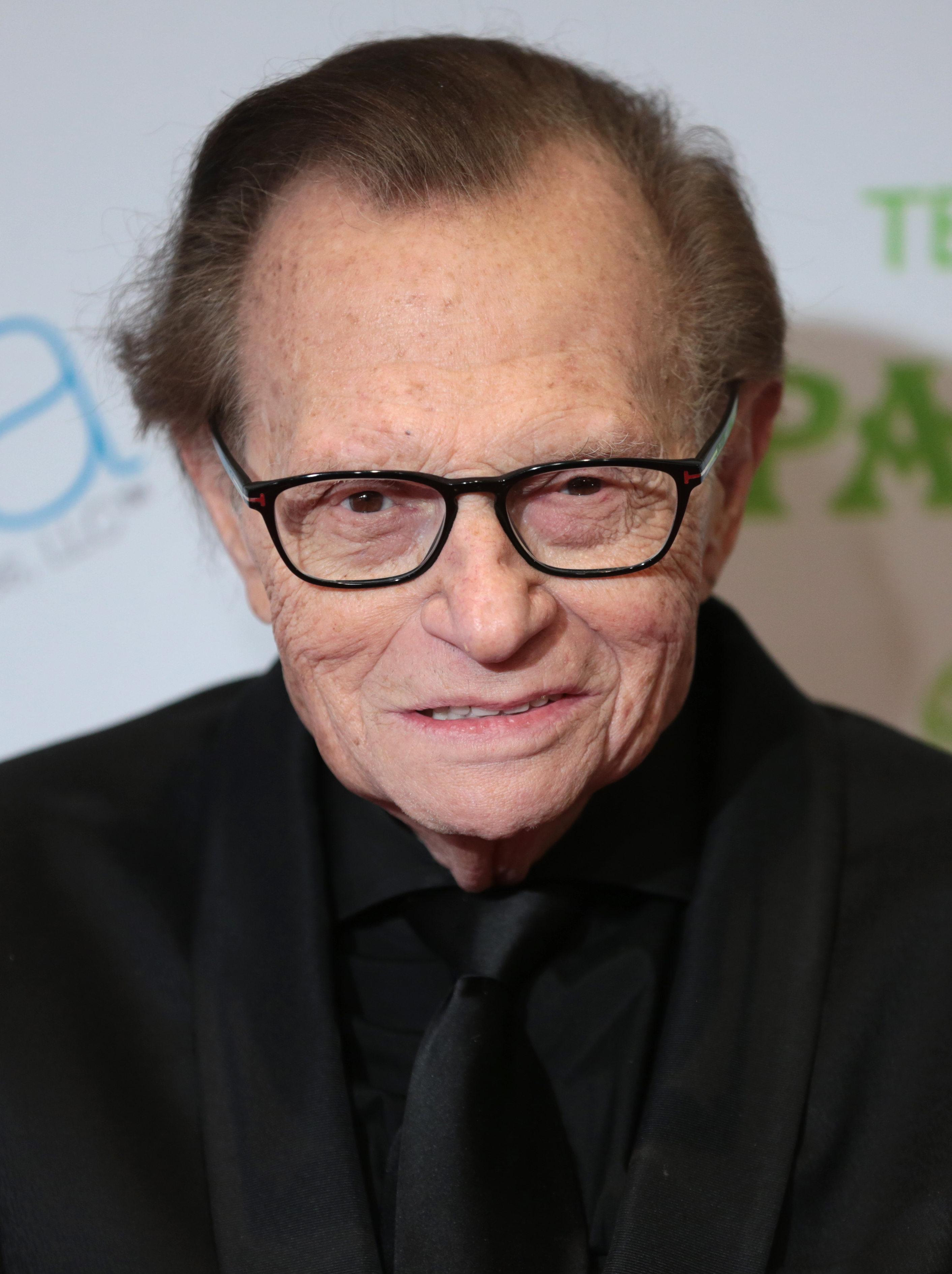
Larry King.

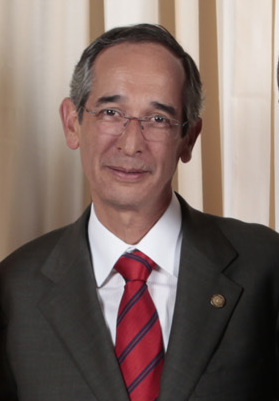
Álvaro Colom

- 2012: Jorge Manuel Dengo Obregón, ingeniero y político costarricense (n. 1918).
- 2013: Jimmy Payne, futbolista británico (n. 1926).
- 2013: Józef Glemp, cardenal polaco, arzobispo de Varsovia entre 1981 y 2006 (n. 1929).
- 2015: Abdalá bin Abdelaziz, aristócrata saudí, rey de Arabia Saudita entre 2005 y 2015 (n. 1924).
- 2015: Pedro Lemebel, escritor chileno (n. 1952).
- 2017: Gertrudis de la Fuente, bioquímica española (n. 1921).
- 2017: Julieta Magaña, actriz, presentadora y animadora argentina (n. 1947).
- 2018: Nicanor Parra, poeta, matemático y físico chileno (n. 1914)
- 2018: Hugh Masekela, compositor, músico y cantante de jazz sudafricano (n. 1939).
- 2019: Jean-Pierre Wintenberger, matemático francés (n. 1954).
- 2019: Jonas Mekas, cineasta lituano (n. 1922).
- 2019: Caio Junqueira, actor brasileño (n. 1976).
- 2020: Frederick Ballantyne, político y médico sanvicentino (n. 1936).
- 2021: Larry King, escritor y periodista estadounidense (n. 1933).
- 2021: Walter Bernstein, productor de cine y guionista estadounidense (n. 1919).
- 2021: Hal Holbrook, actor estadounidense (n. 1925).
- 2022: Serge Korber, director de cine francés (n. 1936).
- 2022:  Lourdes Maldonado, periodista mexicana. (n. 1969)
- 2022: Thierry Mugler, diseñador francés (n. 1948).
- 2022: Antônia da Santa Cruz, supercentenaria brasileña, última persona verificada nacida en 1905 (n. 1905).
- 2023: Álvaro Colom, empresario, ingeniero y político guatemalteco, presidente de Guatemala entre 2008 y 2012 (n. 1951).
- 2023: Eugenio Martín Márquez, cineasta español (n. 1925).

## Celebraciones
- Día Mundial de la Libertad.[4]Se pretende resaltar esta modalidad de pensamiento y de acción, de vital importancia para los individuos y las sociedades de todo el mundo.

- Día Mundial de la Escritura a Mano.[5]Esta fecha conmemora la importancia de escribir a mano y la belleza de las letras. Se recuerda la fecha de nacimiento de John Hancock, un 23 de enero de 1737, destacado patriota de la Revolución estadounidense y que fue el primero en firmar la Declaración de Independencia de los Estados Unidos.

 Por países
(Por orden alfabético)
- Argentina: 
  - Día Nacional del Músico.[6]En recuerdo del nacimiento de Luis Alberto Spinetta. Fecha impuesta por el gobierno kirchnerista en 2012, ya que desde antes se celebraba el 22 de noviembre, Día de Santa Cecilia, patrona de la música.

- Guinea Ecuatorial: 
  - Día festivo del Fútbol. El presidente de Guinea Ecuatorial (Gobierno de facto), Teodoro Obiang Nguema Mbasogo, ha declarado el martes 23 de enero de 2024 como día festivo para celebrar la victoria por 4-0 de la selección nacional contra Costa de Marfil, el anfitrión de la Copa Africana de Naciones 2023.[7]

- Venezuela: 
  - Día de la Democracia. Se celebra el fin de la dictadura de Marcos Pérez Jiménez en 1958 y el inicio de la democracia venezolana.

### Santoral católico

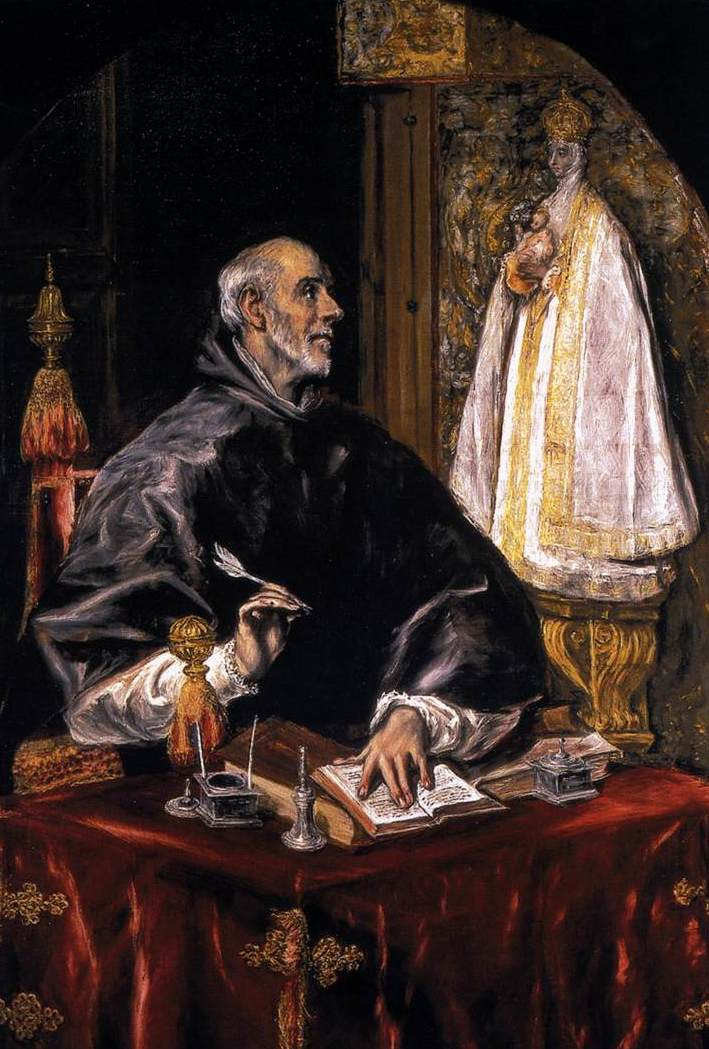
San Ildefonso por El Greco (h. 1597-1603).

- Santos Severiano y Aquila de Cesarea, mártires (s. III).[8]
- Santa Emerenciana de Roma, mártir (c. s. IV).[8]
- Santos Clemente y Agatángelo de Ancira, mártires (s. IV).[8]
- San Amasio de Teano, obispo (c. 356).[8]
- San Ildefonso de Toledo, monje y arzobispo (667).
- San Mainbodo de Besançon, peregrino y eremita (c. s. VIII).[8]
- San Andrés Chong Hwagyong, catequista y mártir (1840).[8]